# 浄瑠璃息子
『浄瑠璃息子』（じょうるりむすこ）は上方落語の演目。明治期の落語家桂文屋の作。8代目桂文治が江戸落語に移入し、『義太夫息子』（ぎだゆうむすこ）の演題となった。
浄瑠璃に熱中する息子を父親が許さず、夜遅く帰宅しても自宅に入れないという状況で、息子が腹いせに浄瑠璃をうなる中で起きる騒動を描く。落ち（サゲ）は、浄瑠璃界の用語でやじられることを「槍を食う」と呼ぶことに由来する。

## あらすじ
※以下、東大落語会（1973)、宇井無愁(1976）掲載の内容に準拠する。
息子が浄瑠璃語りにすっかり熱中し、稽古のために夜遅くまで外出しているのに父親が腹を立てる。ある晩息子が帰宅して、表戸を叩いても父親は開けず、息子の詫び言も受け入れない。その様子に息子は開き直り、「夜通し浄瑠璃を語って寝かせまへん」と浄瑠璃をうなり始める。そこへ警察官（巡査）が通りかかり、訳を話すと取りなしてもらって息子は家の中に入ることができた。しかし、入ってからも浄瑠璃語りを続け、父親の叱責にも浄瑠璃の台詞で返答する始末。
父親が「帰って来て毎晩剣突（けんつく）食らわせられるのは聞き飽きた（あるいは面白くない）だろう」と諭すと息子はこう答えた。
「剣突ぐらい何でもない、床（浄瑠璃の演台）へ出たら槍を食い通しや」